# Мултан (аэропорт)
Международный аэропорт «Мултан» (англ. Multan Airport) (ИАТА: MUX, ИКАО: OPMT) — международный аэропорт в городе Мултане в пакистанской провинции Пенджаб.

## История
10 июля 2006 года самолёт Fokker F27 вылетел из аэропорта Мултана. Спустя небольшой промежуток времени самолёт упал, погибло 54 человека.